# 白龍神社
白龍神社（はくりゅうじんじゃ）は、愛知県名古屋市中村区にある神社である。

## 概要
柳の木の下に祠を建てたのがはじまり。その後いちょうの木を御神木として祀る。二柱の神を総称して「白龍様」「白龍さん」とされるようになる。
ヘビの好物である生卵のお供えが多い。摂社にはヘビの形をした「おもかる石」が祀られる。願いごとを唱えつつ石を持ち上げたとき、軽ければ願いは叶うとされる。
太平洋戦争後の戦災復興都市計画の一環で名古屋市道江川線が拡張されるにあたって、1958年度に社と御神木のいちょうを移転した。

## 祭神
高龗神・須佐之男命